# Fiskebæk Skov

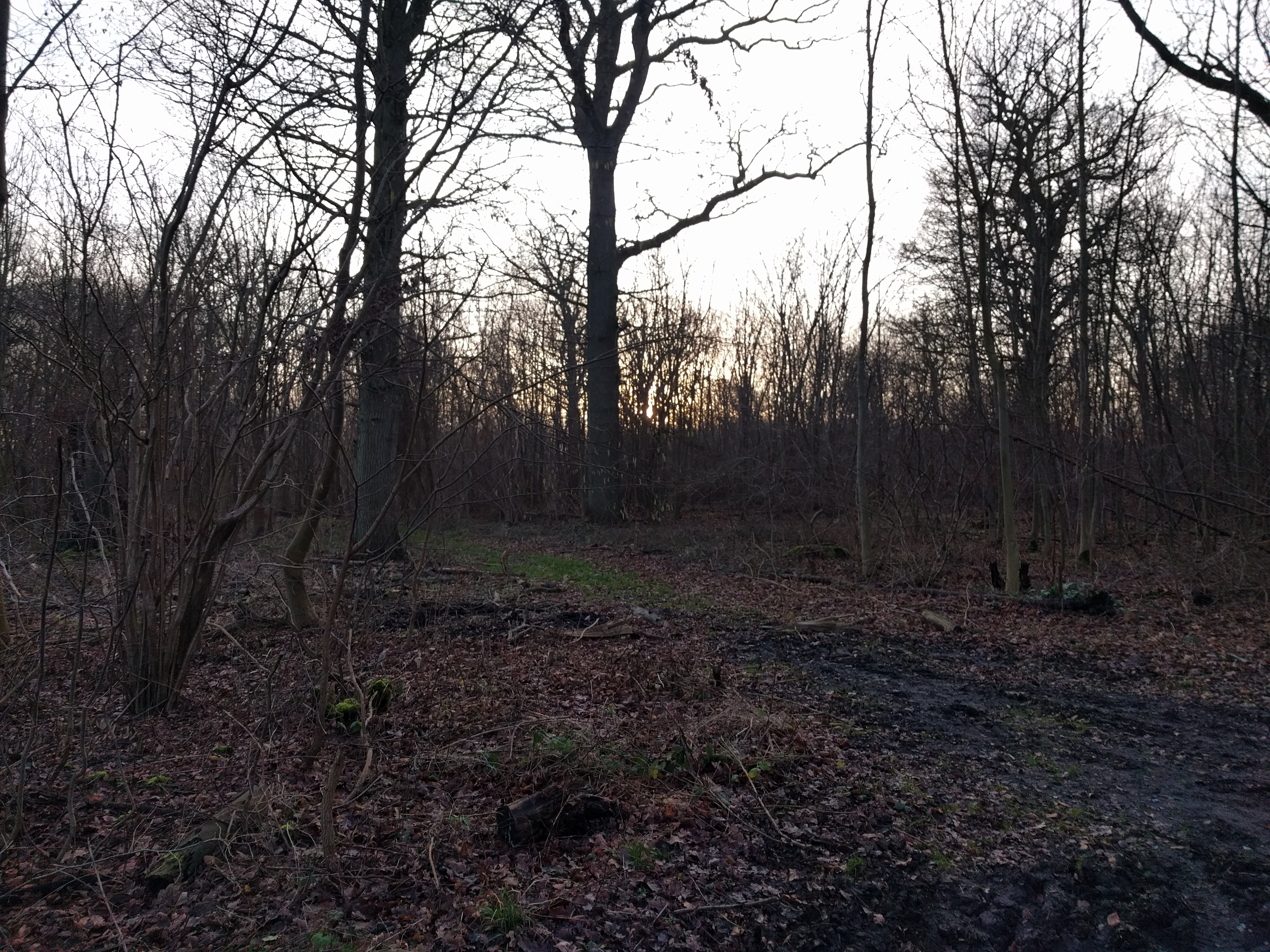
Der Fiskebæk Skov

Im Fiskebæk Skov (Wald) zwischen den Orten Fiskebæk und Gedsergård auf der dänischen Insel Falster liegen verschiedene vorzeitliche Denkmäler.
- Im nördlichen Teil liegt ein einigermaßen erhaltenes 18 m langes Hünengrab (dänisch Langdysse). Es hat noch 23 Randsteine und wenige Meter vom Südende sind die Reste einer Kammer erhalten. Von den anderen langen Grabhügeln sind nur wenige Steine erhalten. Verstreut in den Wäldern liegen acht teilweise recht kleine Rundhügel und ein beschädigter Steinkreis aus der späten  Bronzezeit, sowie zwei Doppelreihen kleiner Steine in vier bis sechs Meter Abstand und 50 bzw. 80 m Länge, die im Unterholz schwer auszumachen sind.
- Im südlichen Teil des Waldes in der Nähe von Skelby liegen zwei runde Hünengräber (Runddysse 1 und 2 – auch Gjedsergaard, bzw. Gedsergård genannt) mit einer Kammer, sowie einem Steinkreis. Vom einen Runddysser 1[1] sind acht Tragsteine zwei Decksteine und vier Gangsteine vorhanden. Vom Runddysse 2 sind sieben große Steine (1,5 × 1,5 × 1,0 m) der Hügeleinfassung sichtbar, während die Kammer im Erdhügel verborgen ist.

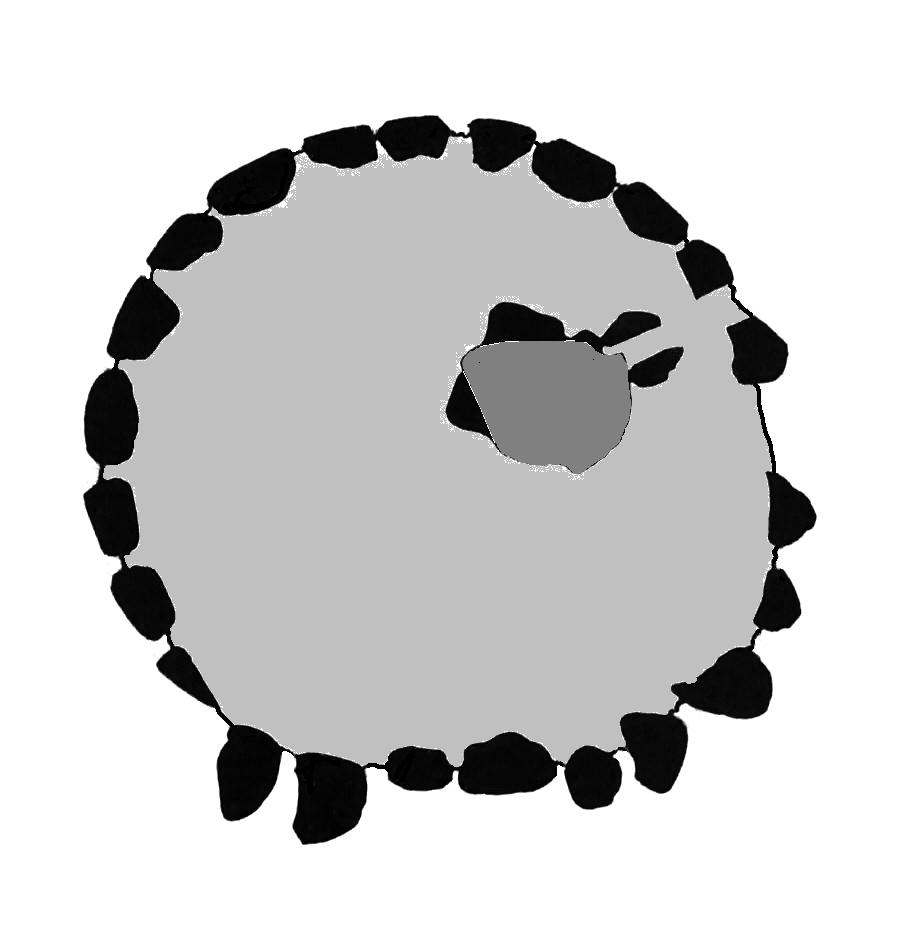
Schema eines Runddysse (dt. Runddolmen) von oben gesehen

Es sind Großsteingräber der Trichterbecherkultur (TBK), die im Neolithikum zwischen 3500 und 2800 v. Chr. entstanden. Das Ganggrab ist eine Bauform jungsteinzeitlicher Megalithanlagen, die aus einer Kammer und einem baulich abgesetzten, lateralen Gang besteht. Diese Form ist primär in Dänemark, Deutschland und Skandinavien, sowie vereinzelt in Frankreich und den Niederlanden zu finden.